# Mount Weihaupt
Mount Weihaupt ist ein 2285 m hoher Berg in der Gruppe der Outback-Nunatakker im ostantarktischen Viktorialand. Die wuchtige Formation aus unvereistem Fels ragt 16 km östlich des Mount Bower im östlichen Teil des Gebirges auf. 3 km südlich des Mount Weihaupt liegen die Womochel Peaks.
Eine erste Kartierung erfolgte durch eine US-amerikanische Mannschaft zur Erkundung des Viktorialands zwischen 1959 und 1960. Das Advisory Committee on Antarctic Names benannte den Berg 1964 nach John George Weihaupt (1930–2014), Seismologe und Mitglied dieser Mannschaft.